# Carinodrillia mamona
Carinodrillia mamona é uma espécie de gastrópode do gênero Carinodrillia, pertencente a família Pseudomelatomidae.